# Italiens Grand Prix 1970
Italiens Grand Prix 1970 var det tionde av 13 lopp ingående i formel 1-VM 1970.

## Resultat
1. Clay Regazzoni, Ferrari, 9 poäng
2. Jackie Stewart, Tyrrell (March-Ford), 6
3. Jean-Pierre Beltoise, Matra, 4
4. Denny Hulme, McLaren-Ford, 3
5. Rolf Stommelen, Auto Motor und Sport (Brabham-Ford), 2
6. François Cévert, Tyrrell (March-Ford), 1
7. Chris Amon, March-Ford
8. Andrea de Adamich, McLaren-Alfa Romeo

### Förare som bröt loppet
- Peter Gethin, McLaren-Ford (varv 60, för få varv)
- Jackie Oliver, BRM (36, motor)
- Ronnie Peterson, Antique Automobiles/Colin Crabbe Racing (March-Ford) (35, motor)
- Jack Brabham, Brabham-Ford (31, olycka)
- Jacky Ickx, Ferrari (25, koppling)
- George Eaton, BRM (21, överhettning)
- Tim Schenken, Williams (De Tomaso-Ford) (17, motor)
- Ignazio Giunti, Ferrari (14, bränslesystem)
- Henri Pescarolo, Matra (14, motor)
- Pedro Rodríguez, BRM (12, motor)
- Jo Siffert, March-Ford (3, motor)
- John Surtees, Surtees-Ford (0, elsystem)

### Förare som ej startade
- Jochen Rindt, Lotus-Ford (fatal olycka)
- Graham Hill, R R C Walker (Lotus-Ford) (drog sig tillbaka)
- John Miles, Lotus-Ford (drog sig tillbaka)
- Emerson Fittipaldi, Lotus-Ford (drog sig tillbaka)

### Förare som ej kvalificerade sig
- Joakim Bonnier, Jo Bonnier (McLaren-Ford)
- Nanni Galli, McLaren-Alfa Romeo
- Silvio Moser, Bellasi-Ford